# 기타우라역 (미야기현)
기타우라역(일본어: 北浦駅)은 일본 미야기현 도다군 미사토정에 위치한 동일본 여객철도 리쿠우토 선의 철도역이다. 섬식 승강장 1면 2선의 구조를 갖춘 지상역이다.

## 타는 곳
| 1 | ■ 리쿠우토 선 | 상행 | 고고타 방면                |
| 2 | ■ 리쿠우토 선 | 하행 | 후루카와 · 나루코온센 방면 |

## 역 주변
- 국도 제108호선

## 역사
- 1914년 9월 13일 : 개업.
- 1971년 11월 30일 : 출 · 개납 무인역화. 운전요원만 배치하게 됨.
- 1983년 3월 7일 : CTC화에 의해 완전 무인화.
- 1987년 4월 1일 : 일본국유철도 분할 민영화에 의해, 동일본 여객철도가 승계.
- 2016년 3월 26일 : IC카드 스이카 서비스 개시.

## 인접 역
| ■ 리쿠우토 선 | ■ 리쿠우토 선 | ■ 리쿠우토 선             |
| ------------- | ------------- | ------------------------- |
| 고고타 방면   | ■ 리쿠우토 선 | 리쿠젠야치 방면 신조 방면 |